# CoronaCheck
CoronaCheck is een in opdracht van de Nederlandse overheid ontwikkelde COVID-19-app en website. De app werd operationeel in juni 2021.
Via de app of de website kunnen gebruikers een bewijs aanmaken wanneer zij negatief zijn getest of (volledig) gevaccineerd zijn en eventueel ook geboosterd zijn. Met dit bewijs, dat in de vorm van een QR-code wordt gegenereerd, kan de gebruiker toegang tot bepaalde locaties krijgen en voldoen aan de eisen voor internationaal reizen gedurende de coronapandemie. Mensen die de app of de website niet kunnen gebruiken, kunnen een papieren toegangsbewijs thuisgestuurd krijgen door naar de CoronaCheck-helpdesk te bellen.
De app dient als coronatoegangsbewijs, om toegang te krijgen tot evenementen, horeca en musea. De app laat twee versies van de QR codes zien, een versie binnen Nederland en een versie voor het buitenland.
Vanaf 25 februari 2022 werd de app buiten werking gesteld als toegangsbewijs binnen Nederland, omdat er door de verlichting van de COVID maatregelen geen toegangsbewijs meer nodig was. Vanaf dat moment kon er nog wel een QR code voor het buitenland getoond worden.